# Don Edmunds
Donald „Don“ Edmunds (* 23. September 1930 in Santa Ana; † 12. August 2020) war ein US-amerikanischer Autorennfahrer.

## Karriere
Don Edmunds startete einmal in seiner Karriere bei einem Rennen zur Weltmeisterschaft der Formel 1. Er startete am 30. Mai 1957 bei den 500 Meilen von Indianapolis – dieses Rennen zählte zwischen 1950 und 1960 zur Weltmeisterschaft – auf einem Kurtis Kraft 500-Offenhauser und fiel in Runde 170 nach einem Dreher aus. 1958 endete seine Rennkarriere nach einem schweren Unfall beim Training in Indianapolis.
Don Edmunds gründete die Autoresearch Inc. in Anaheim, die sich auf den Bau von Midget-Cars spezialisiert hat. Seine Chassis gewannen einige National-Midget-Championships in den späten 1960er und frühen 1970er Jahren. 1991 wurde er in die National Sprint Car Hall of Fame aufgenommen.
Er starb im August 2020.